# Ashley Judd
Ashley Judd, all'anagrafe Ashley Tyler Ciminella (Los Angeles, 19 aprile 1968), è un'attrice, attivista ed ex modella statunitense.
È ben conosciuta per i ruoli da protagonista in alcuni thriller come Il collezionista (1997), Colpevole d'innocenza (1999) e High Crimes - Crimini di stato (2002).

## Biografia

### Infanzia
Ashley Judd nasce a Granada Hills, in California da Michael Ciminella Jr., un analista di marketing italo-statunitense (di origine siciliana) dell'industria delle corse dei cavalli, e Naomi Judd, una conosciuta cantante country; ha una sorellastra, Wynonna Judd, anche lei cantante country. Quando nacque, sua madre lavorava come infermiera, e non sarebbe divenuta una cantante insieme alla figlia sino ai primi anni ottanta. I genitori divorziarono quando Ashley aveva quattro anni, e due anni dopo, sua madre la fece tornare in Kentucky, suo luogo di nascita, dove Ashley crebbe in povertà; spesso mancava l'acqua corrente, l'elettricità o il telefono.
Ashley crebbe con l'insegnamento religioso della madre, e trascorse dodici anni a scuola prima del college. Durante le vacanze estive ebbe una breve esperienza come modella nel mondo delle sfilate in Giappone, ma non continuò. A scuola era eccellente in francese, mentre non andava bene in antropologia, storia dell'arte e teatro. Ha vissuto in Francia per sei mesi per approfondire la lingua. Questa esperienza fu trasportata nel suo ruolo nella serie televisiva Sisters.
Era nell'UK Honors Program e venne eletta al rango di Phi Beta Kappa, ma non si laureò con la sua classe, lasciando così presto l'università e andando in cerca di una carriera da attrice a Hollywood, dove studiò con il noto insegnante di recitazione Robert Carnegie, alla Playhouse West. Durante questo periodo, Judd lavorava come cameriera al ristorante "The Ivy" e viveva in una casa compratale dalla sorella a Malibù, in California, la quale finì bruciata durante l'incendio di Malibù.

### Carriera
Ashley Judd iniziò a recitare in televisione, e apparve nel ruolo del guardiamarina Robin Lefler, un ufficiale della Flotta Stellare, in due episodi datati 1991 della serie TV Star Trek: The Next Generation. Dal 1991 al 1994 recitò nel ruolo di Reed, la figlia di Alex (Swoosie Kurtz), nella serie TV della NBC Sisters. Il suo debutto cinematografico avvenne nel 1992 con Poliziotto in blue jeans, mentre il primo ruolo da protagonista le fu assegnato nel 1993 con Ruby in paradiso. Ebbe anche un piccolo ruolo in Assassini nati di Oliver Stone, del 1994, ma le scene in cui era presente vennero completamente tagliate al montaggio. Guadagnò critiche positive per il suo ruolo in Smoke del 1995 e Heat - La sfida di Michael Mann. Interpretò inoltre il ruolo di Callie nel drammatico Sinistre ossessioni di Philip Ridley. Nel 1996 interpreta Marilyn Monroe nel film TV Norma Jean & Marilyn dove appare completamente nuda.
Dalla fine degli anni novanta, Judd ha mostrato di avere successo come attrice protagonista, dopo i successi ottenuti con diversi thriller tra cui Il collezionista del 1997 e Colpevole d'innocenza del 1999. Altre sue pellicole come Qualcuno come te e High Crimes, ricevettero critiche non entusiaste e scarsi incassi al botteghino nonostante abbia ricevuto i complimenti per la sua performance nella biografia di Cole Porter nel film De-Lovely ricevendo una nomination al Golden Globe per la migliore attrice in un film commedia o musicale, e il suo collega sul set, Kevin Kline come miglior attore. Dal 2004 è stata il volto dei cosmetici American Beauty, una marchio di Estée Lauder, e nel 2006 dei gioielli H.Stern.

## Vita privata

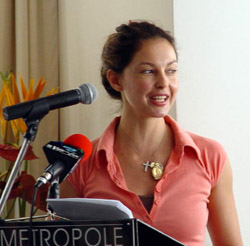
Ashley Judd nel 2006

Durante gli anni novanta, Judd ha frequentato il giocatore di baseball Brady Anderson, i cantanti Lyle Lovett e Michael Bolton, e gli attori Matthew McConaughey e Robert De Niro. Nel dicembre 1999 si è fidanzata con il pilota scozzese di CART, e successivamente leader del campionato della Indy Racing League, Dario Franchitti. I due si sono sposati allo Skibo Castle, vicino a Dornoch, in Scozia, il 12 dicembre 2001. La coppia divorzia nel 2013 e non ha avuto figli.
Judd ha a che fare anche con la pallacanestro; spesso siede durante le partite della Università del Kentucky al fianco di Donna Smith (moglie dell'allenatore inglese Tubby Smith) o nel settore per gli studenti. Nel 2005 scrisse per un giornale locale del Kentucky un articolo riguardante i campionati della NCAA. Su richiesta di suo cugino, posò per un poster indossando solamente una maglietta da hockey; il poster venne venduto per trovare nuovi fondi per la squadra universitaria di hockey su ghiaccio. Pratica anche yoga, le piace cucinare ed è dedita al giardinaggio.
L'attrice è attiva in cause politiche e umanitarie. Venne nominata ambasciatrice globale per la YouthAIDS, un'organizzazione internazionale che promuove la prevenzione ed il trattamento dell'AIDS, e tiene eventi pro-bono in tutto il mondo. Il 29 ottobre 2006 Judd è apparsa ad un evento del Partito Democratico americano in Tennessee a favore del candidato Harold Ford Jr., intitolato Women for Ford.
Quando risiede a Manhattan, presta servizio presso una chiesa carismatica dei Missionari Battisti. Lei e suo marito trascorrevano il loro tempo dividendosi tra la casa in Scozia e la loro fattoria nel Tennessee. Nel febbraio 2006, Judd è entrata nella clinica privata Shades of Hope di Buffalo, in Texas, apparentemente per problemi di salute e vi è rimasta per 47 giorni. Si è scoperto dopo che si trovava lì per curare la sua tendenza familiare ai disturbi alimentari, che le hanno causato depressione.
Nell'ottobre 2017, insieme alla collega Rose McGowan, è stata tra le prime a denunciare pubblicamente le molestie sessuali subite anni prima dal produttore Harvey Weinstein: il gesto ha portato altre e famose colleghe a uscire allo scoperto, contribuendo a svelare uno scandalo che ha destato grande scalpore nell'ambiente hollywoodiano. Durante il Women in the World summit di New York nell'aprile 2019, Judd ha dichiarato: «Sono stata stuprata tre volte. In una delle tre occasioni sono rimasta incinta. Per questo sono molto grata per aver avuto la possibilità di abortire in modo sicuro e legale. Perché il mio stupratore avrebbe avuto il diritto ad essere padre di quel bambino sia in Kentucky, dove lui vive, sia in Tennessee, dove vivo io. E così avrei dovuto avere come co-genitore del bambino la persona che mi aveva violentata.»
Nel 2021 è stata costretta all'immobilità per sei mesi, in seguito a una rovinosa caduta occorsale mentre si trovava in Congo.

## Filmografia

### Cinema
- Poliziotto in blue jeans (Kuffs), regia di Bruce A. Evans (1992)
- Ruby in paradiso (Ruby in Paradise), regia di Víctor Núñez (1993)
- Smoke, regia di Wayne Wang (1995)
- Sinistre ossessioni (The Passion of Darkly Noon), regia di Philip Ridley (1995)
- Heat - La sfida (Heat), regia di Michael Mann (1995)
- Crocevia per l'inferno (Normal Life), regia di John McNaughton (1996)
- Il momento di uccidere (A Time to Kill), regia di Joel Schumacher (1996)
- Le locuste (The Locusts), regia di John Patrick Kelley (1997)
- Il collezionista (Kiss the Girls), regia di Gary Fleder (1997)
- Simon Birch, regia di Mark Steven Johnson (1998)
- The Eye - Lo sguardo (Eye of the Beholder), regia di Stephan Elliott (1999)
- Colpevole d'innocenza (Double Jeopardy), regia di Bruce Beresford (1999)
- Qui dove batte il cuore (Where the Heart Is), regia di Matt Williams (2000)
- Qualcuno come te (Someone Like You...), regia di Tony Goldwyn (2001)
- High Crimes - Crimini di stato (High Crimes), regia di Carl Franklin (2002)
- I sublimi segreti delle Ya-Ya sisters (Divine Secrets of the Ya-Ya Sisterhood), regia di Callie Khouri (2002)
- Frida, regia di Julie Taymor (2002)
- La tela dell'assassino (Twisted), regia di Philip Kaufman (2004)
- De-Lovely - Così facile da amare (De-Lovely), regia di Irwin Winkler (2004)
- Come Early Morning, regia di Joey Lauren Adams (2006)
- Bug - La paranoia è contagiosa (Bug), regia di William Friedkin (2006)
- Helen, regia di Sandra Nettelbeck (2009)
- Crossing Over, regia di Wayne Kramer (2009)
- L'acchiappadenti (Tooth Fairy), regia di Michael Lembeck (2010)
- Le regole della truffa (Flypaper), regia di Rob Minkoff (2011)
- L'incredibile storia di Winter il delfino (Dolphin Tale), regia di Charles Martin Smith (2011)
- Attacco al potere - Olympus Has Fallen (Olympus Has Fallen), regia di Antoine Fuqua (2013)
- I segreti di Big Stone Gap (Big Stone Gap), regia di Adriana Trigiani (2014)
- Divergent, regia di Neil Burger (2014)
- The Divergent Series: Insurgent, regia di Robert Schwentke (2015)
- The Divergent Series: Allegiant, regia di Robert Schwentke (2016)
- L'incredibile storia di Winter il delfino 2 (Dolphin Tale 2), regia di Charles Martin Smith (2014)
- Un viaggio a quattro zampe (A Dog's Way Home), regia di Charles Martin Smith (2019)
- Anche io (She Said), regia di Maria Schrader (2022)

### Televisione
- Star Trek: The Next Generation – serie TV, episodi 5x02-5x06 (1991)
- Till Death Us Do Part, regia di Yves Simoneau – film TV (1992)
- Sisters – serie TV, 32 episodi (1991-1994)
- Norma Jean & Marilyn, regia di Tim Fywell – film TV (1996)
- The Ryan Interview, regia di Fred Barzyk – film TV (2000)
- Missing – serie TV, 10 episodi (2012)
- Twin Peaks – serie TV, 4 episodi (2017)
- Berlin Station – serie TV, 15 episodi (2017-2019)

### Cortometraggi
- Dick Richards, regia di Anna Densley e Brennan Howard (1996)

## Riconoscimenti
- 1994 Independent Spirit Awards miglior attrice protagonista (Ruby in paradiso)
- 1996 candidatura Premio Emmy miglior attrice protagonista film tv (Norma jean & Marilyn)
- 1997 candidatura Golden Globe miglior attrice protagonista film tv (Norma jean & Marilyn)
- 1999 candidatura MTV Movie Awards miglior attrice protagonista (Colpevole d'innocenza)
- 2005 candidatura Golden Globe miglior attrice protagonista in film musicale ( De-Lovely - Così facile da amare)
- 2012 candidatura Premio Emmy miglior attrice protagonista miniserie (Missing)

## Doppiatrici italiane
Nelle versioni in italiano dei suoi lavori, Ashley Judd è stata doppiata da:
- Cristina Boraschi in Il collezionista, Colpevole d'innocenza, Qualcuno come te, High Crimes - Crimini di stato, La tela dell'assassino, Crossing Over, Le regole della truffa, Divergent, The Divergent Series: Insurgent, The Divergent Series: Allegiant, Lo scandalo Weinstein, Anche io
- Claudia Catani in I sublimi segreti delle Ya-Ya sisters, L'acchiappadenti, L'incredibile storia di Winter il delfino
- Claudia Razzi in Il momento di uccidere, Attacco al potere - Olympus Has Fallen
- Francesca Fiorentini in Frida, Missing
- Maddalena Vadacca ne I segreti di Big Stone Gap, Barry
- Laura Boccanera in Twin Peaks, Un viaggio a quattro zampe
- Stella Musy in Ruby in paradiso
- Chiara Colizzi in Simon Birch
- Eleonora De Angelis in Star Trek: The Next Generation
- Francesca Guadagno in Sinistre ossessioni
- Micaela Esdra in Heat - La sfida
- Antonella Baldini in Crocevia per l'inferno
- Sabrina Duranti in Norma Jean & Marilyn
- Cristiana Lionello in The Eye - Lo sguardo
- Giuppy Izzo in Qui dove batte il cuore
- Alessandra Cassioli in De-Lovely - Così facile da amare
- Barbara De Bortoli in Bug - La paranoia è contagiosa
- Roberta Pellini in L'incredibile storia di Winter il delfino 2
- Patrizia Mottola in Berlin Station